# 宮崎県災害拠点病院
宮崎県災害拠点病院（みやざきけんさいがいきょてんびょういん）とは、宮崎県にある災害時の救急医療の拠点となる災害拠点病院。

## 概要
県内や近県で災害が発生し、通常の医療体制では被災者に対する適切な医療を確保することが困難な状況となった場合に、宮崎県知事の要請により傷病者の受け入れや医療救護班の派遣等を行う。

## 拠点病院の条件
- 建物が耐震耐火構造であること。
- 資器材等の備蓄があること。
- 応急収容するために転用できる場所があること。
- 応急用資器材、自家発電機、応急テント等により自己完結できること。（外部からの補給が滞っても簡単には病院機能を喪失しないこと）
- 近接地にヘリポートが確保できること。

## 病院一覧
「救命」欄の○は救命救急センター設置病院（第3次救急指定病院）であり、そのうち◎は高度救命救急センター、●は地域救命救急センター、DHはドクターヘリ基地病院を表す。
| 基幹災害拠点病院 | 基幹災害拠点病院       | 基幹災害拠点病院        | 基幹災害拠点病院 | 基幹災害拠点病院 |
| 医療圏           | 病院名                 | 所在地                  | DMAT             | 救命             |
| ---------------- | ---------------------- | ----------------------- | ---------------- | ---------------- |
| 県内全域         | 県立宮崎病院           | 宮崎市北高松町5-30      | ○                | ○                |
| 県内全域         | 宮崎大学医学部附属病院 | 宮崎市清武町木原5200    | ○                | ○/DH             |
| 地域災害拠点病院 |                        |                         |                  |                  |
| 医療圏           | 病院名                 | 所在地                  | DMAT             | 救命             |
| 延岡西臼杵       | 県立延岡病院           | 延岡市新小路2-1-10      | ○                | ○                |
| 日向入郷         | 済生会日向病院         | 東臼杵郡門川町南町4-128 | ○                | -                |
| 日向入郷         | 千代田病院             | 日向市日知屋古田町88    | ○                | -                |
| 日向入郷         | 和田病院               | 日向市向江町1-196-1     | ○                | -                |
| 西都児湯         | 西都児湯医療センター   | 西都市妻1550            | ○                | -                |
| 宮崎東諸県       | 宮崎市郡医師会病院     | 宮崎市有田1173          | ○                | -                |
| 宮崎東諸県       | 宮崎善仁会病院         | 宮崎市新別府町江口950-1 | ○                | -                |
| 西諸             | 小林市立病院           | 小林市細野2235-3        | ○                | -                |
| 都城北諸県       | 都城市郡医師会病院     | 都城市太郎坊町1364-1    | ○                | -                |
| 日南串間         | 県立日南病院           | 日南市木山1-9-5         | ○                | -                |

- 宮崎県では基幹災害拠点病院を2箇所、地域災害拠点病院を10箇所指定している[1]。（2018年9月現在）
- 「地域災害拠点病院」は災害発生時にそれぞれ担当する2次医療圏において救急医療の拠点となる病院であり、「基幹災害拠点病院」は県内全域の災害医療を担当するだけでなく、各地の災害拠点病院に対して教育・研修を行う役割を持った病院である。
- 宮崎大学医学部附属病院の救命救急センター指定は2012年4月。